# Ferdinand English
Ferdinand English (ur. ok. 1821 w Clifton, zm. 19 września 1862) – angielski duchowny rzymskokatolicki, misjonarz, arcybiskup Port of Spain.

## Życiorys
28 września 1860 papież Pius IX mianował go arcybiskupem Port of Spain. 11 listopada 1860 w katedrze w Clifton przyjął sakrę biskupią z rąk biskupa Clifton Williama Josepha Hugh Clifforda. Współkonsekratorami byli biskup Nottingham Richard Butler Roskell oraz biskup Plymouth William Vaughan.
Urząd arcybiskupa sprawował do śmierci 19 września 1862.